# فرانسين بيليتييه (كاتبة)
فرانسين بيليتييه (بالإنجليزية: Francine Pelletier)‏ (25 أبريل 1959، لافال في كندا)؛ كاتِبة مُتخصِّصة في أدب الأطفال وروائية كندية.